# الجلوبيولين المناعي Rho(دي)
الجلوبيولين المناعي Rho(D) هو: دواء يستخدم لمنع حصول قلة في الصفيحات مجهولة السبب لدى الناس الذين يحملون العامل الرايزيسي الموجب، وغالباً ما يعطى أثناء الحمل، وغالبا ما يمكن أن يعطى للناس ذو العامل الرايزيسي السالب نعطيهم العامل الإيجابي في الدم، وتعطى مرة واحدة في 28-34 أسبوعا من الحمل (1500 وحدة دولية)، أو مرتين في الأسبوع 28 و30-34 (625 وحدة دولية أو 1500 وحدة دولية في كل عمر حمل)، و تعطى عن طريق الحقن في العضلات أو الوريد.  
من الآثار الجانبية الشائعة الحمى والصداع والألم في موقع الحقن وانحلال خلايا الدم الحمراء والحساسية ومشاكل الكلى وخطر صغير جدا قد تسببه الالتهابات الفيروسية في اولئك الذين يعانون من كمية من انهيار خلايا الدم الحمراء قد تكون كبيرة. استخدامها آمن مع الرضاعه الطبيعية والجلوبيولين المناعي (Rho D) يتكون من الاجسام المضادة للعامل الرايزيسي الموجود علة بعض خلتيا الدم الحمراء ويعتقد أنه يعمل عن طريق منع الجهاز المناعي للشخص من التعرف على هذا مولد الضد.

## الموانع
النساء اللواتي يحملن العامل الرايزيسي السالب إذا انجبن أطفال مثلهن _يحمل العامل السالب_، يجب أن بكون هناك مسبقا منيع لهذا المستضد بالتالي يحملون جسم مضاد للعامل الرايسزيسي، وكل النساء ذوات العامل الرايزيسي الموجب يجرى لديهن اختبار حول النمط الظاهري يكون تحت اطار Rh+ ولا يستقبل RhIG.

## التاريخ
تم تقديم أول علاج من الغلوبولين المناعي ("سكيميد") من قبل أورثو-كلينيكال دياغنوستيكش، وهي شركة تابعة ل جسكيمد، وتمت إدارتها لأول مرة في 29 مايو 1968 لماريان كومينز في تينيك، نيوجيرسي.
في عام 1996 زلب بيوبلاسما (جزء من سل بهرينغ) أعطيت موافقة لبيع روفيلاك في أوروبا، وفي عام 2004 تمت الموافقة على روفيلاك في الولايات المتحدة.

## المجتمع والثقافة

### التصنيع والسلامة
رو (D) الجلوبيولين المناعي هو مشتق من البلازما البشرية. يتم تصنيع الطريقة الأكثر شيوعا لمكافحة المنتجات D ( وهو شكل من أشكال كوهن الباردة ) طريقة الإيثانول التي وضعت في عام 1950، والتي يمكن أن تسبب مشاكل للمرضى إذا تدار عن طريق الوريد، وهو السبب الرئيسي هو للاستخدام العضلي فقط. الاختلاف في التصنيع هو عملية كرومابلوس التي وافقت عليها إدارة الغذاء والدواء الأمريكية التي تستخدم لجعل روفيلاك. (D) الجلوبيولين المناعي قد يؤدي إلى رد فعل تحسسي. يتم اتخاذ خطوات في عملية فحص المانحين البلازما وعملية التصنيع للقضاء على التلوث الجرثومي والفيروسي، على الرغم من أن صغيرة، قد تبقى المخاطر المتبقية للتلوث مع الفيروسات الصغيرة. وهناك أيضا احتمال نظري لنقل البريون المسؤولة عن مرض كروتزفيلد جاكوب، أو غيرها من العوامل المعدية غير معروفة.

### طرق الإدارة
يمكن أن تدار إما عن طريق الحقن العضلي أو الحقن في الوريد، يجب إعطاء جرعات متعددة أثناء استخدام الحقن العضلي في مواقع مختلفة أو في أوقات مختلفة ضمن 72 ساعة. أو، يمكن إعطاء الجرعات في الوريد متعددة وفقا للتعليمات في إدراج الحزمة.

## روابط خارجية
- Rhogam Product Website
- Product information
- Rho(D)+Immune+Globulin في المكتبة الوطنية الأمريكية للطب نظام فهرسة المواضيع الطبية (MeSH).